# Elmo (Rapper)
Elmo (* 24. Juli 1984 in Beirut, Libanon; bürgerlich Hassan El Moussaoui) ist ein deutscher Rapper libanesischer Herkunft. Er wurde vor allem durch Zusammenarbeiten mit seinem jüngeren Bruder MoTrip bekannt.

## Biografie
Elmo wurde im Libanon geboren und wanderte mit seiner Familie 1989 aufgrund des damaligen Bürgerkriegs aus seiner Heimat nach Deutschland aus. Seither wohnt er in Aachen. Durch einen Freund seines älteren Bruders Ali kam er 1998 mit Hip-Hop in Kontakt und eiferte seinen Vorbildern Jadakiss, Styles P., Jay-Z sowie Mase nach, indem er erste eigene Texte auf Englisch schrieb und diese mit einem Freund aufnahm. 2002 begann er, inspiriert von Kool Savas, zusammen mit seinem jüngeren Bruder MoTrip, auch Lieder auf Deutsch aufzunehmen. Beide machten sich in den folgenden Jahren durch diverse Rap-Veröffentlichungen im Aachener Untergrund einen Namen. Über das Internet kam Elmo außerdem mit anderen Rappern, wie Cashmo, Farid Bang, Summer Cem, D-Bo oder Nyze in Kontakt, mit denen er zusammenarbeitete. Nachdem er 2005 Vater einer Tochter wurde, zog sich der Rapper für einige Jahre von der Musik zurück.
2009 veröffentlichte Elmo schließlich sein Mixtape Sorry Jungs zum kostenfreien Download im Internet. Außerdem hatte er einen Gastbeitrag auf dem Album Amnezia von Nyze. Anfang 2012 folgte das Mixtape Beiss in den Fisch! und er war auf dem Album Embryo seines jüngeren Bruders MoTrip vertreten. MoTrip würdigt Elmo auf dem Track „Die Frage ist Wann“ mit folgender Line:

„Heute geht es hoch, sieh, das ist kein bloßer Zufall,
ich lernte viel von meinem großen Bruder:
Hassan war der Erste, der mir sagte:
'So was konnte bisher niemand schreiben,
geh da raus und du wirst viel erreichen.'“

Weitere Zusammenarbeiten kamen u. a. mit Bushido und Eko Fresh zustande. 2013 nahm Elmo mit MoTrip die Single Guten Morgen NSA auf, mit der ihnen für eine Woche der Sprung auf Platz 80 in die deutschen Charts gelang.
Anfang 2015 erschien Elmos erste EP +-0, auf der Gastbeiträge von MoTrip, Ali As und Lito enthalten sind, zum Download bei Amazon und iTunes.
Neben seiner Rapkarriere hat er vor, Soziale Arbeit zu studieren.

## Diskografie
EPs
- 2015: +-0

Mixtapes
- 2009: Sorry Jungs
- 2012: Beiss in den Fisch! Das Mixtape

Singles
- 2013: Guten Morgen NSA (featuring MoTrip)